# Wypadek kolejowy w Dębicy
Wypadek kolejowy w Dębicy – zdarzenie, które miało miejsce na stacji kolejowej w Dębicy w nocy z 27 na 28 grudnia 1951 roku. Na przesiadających się w pośpiechu podróżnych (był to czas powrotów z bożonarodzeniowych wyjazdów) najechał pociąg towarowy, który na skutek błędu dyżurnego ruchu został wpuszczony na tor pomiędzy stojącymi składami pasażerskimi. Na miejscu zginęło 7 osób, 4 kolejne zmarły w szpitalu.

## Lista ofiar
- Czesław Badawik (l. 26)
- Cecylia Darłak (l. 20)
- Wanda Łukasiewicz (l. 15)
- Melania Słowakiewicz (l. 62)
- Emilia Tenerowicz vel Senerowicz (l. 21)
- Roman Telega (l. 31)
- Zbigniew Zydroń (l. 16)

Zmarli w szpitalu:
- Stanisław Cholewa (l. 39)
- Mieczysław Legiecki (l. 22)
- Marian Łukasiewicz (l. 37)
- Roman Paśko (l. 37)